# Клара Ассізька

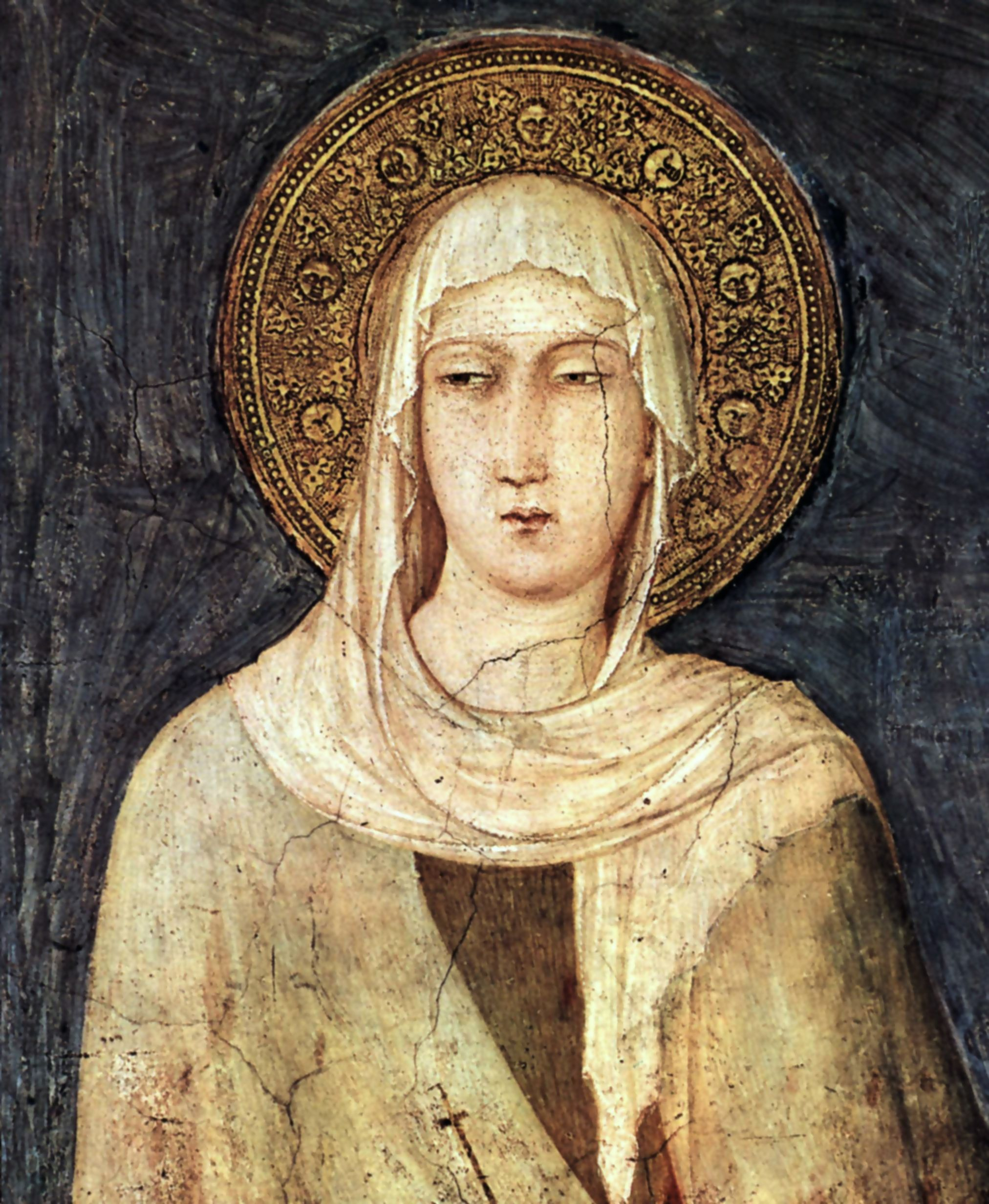
Клара Ассізьска. Зображення роботи Сімоне Мартіні в капелі базиліки Св. Франциска в Ассізі (14 ст.)

Свята Клара Ассізька (також Клара з Асижу, Кьяра Оффредуччо (італ. Chiara Offreducio; 16 липня 1194, Ассізі — 11 серпня 1253) — італійська свята, одна з перших послідовників Франциска Ассізького і засновниця ордену кларисинок.

## Біографія

### Дитинство і юність
Народилася старшою дочкою в сім'ї дворянина Фавароне ді Оффредуччо і його дружини Ортолани. Сім'я була однією з найбагатших і могутніх дворянський сімей в Ассізі. Лінія предків Клари простежується аж до Карла Великого. Донна Ортолана, мати Клари, була дуже благочестивою жінкою, брала участь у паломництвах до Риму, Сантьяґо-де-Компостела та Святої землі. Значно пізніше вона вступила в монастир, заснований дочкою. Про дитячі роки Клари відомо небагато, однак є свідчення, що з причини небезпечної політичної ситуації в Ассізі частину дитинства вона провела у вигнанні, втікши разом із матір'ю та молодшими сестрами Катериною і Беатріче в сусідню Перуджу. Батьки Клари висловили бажання видати її в шлюб незабаром після її 12-го дня народження, проте аж до 18-річчя їй вдавалося переконати їх почекати з планами шлюбу.

### Зустріч із Франциском Ассізьким

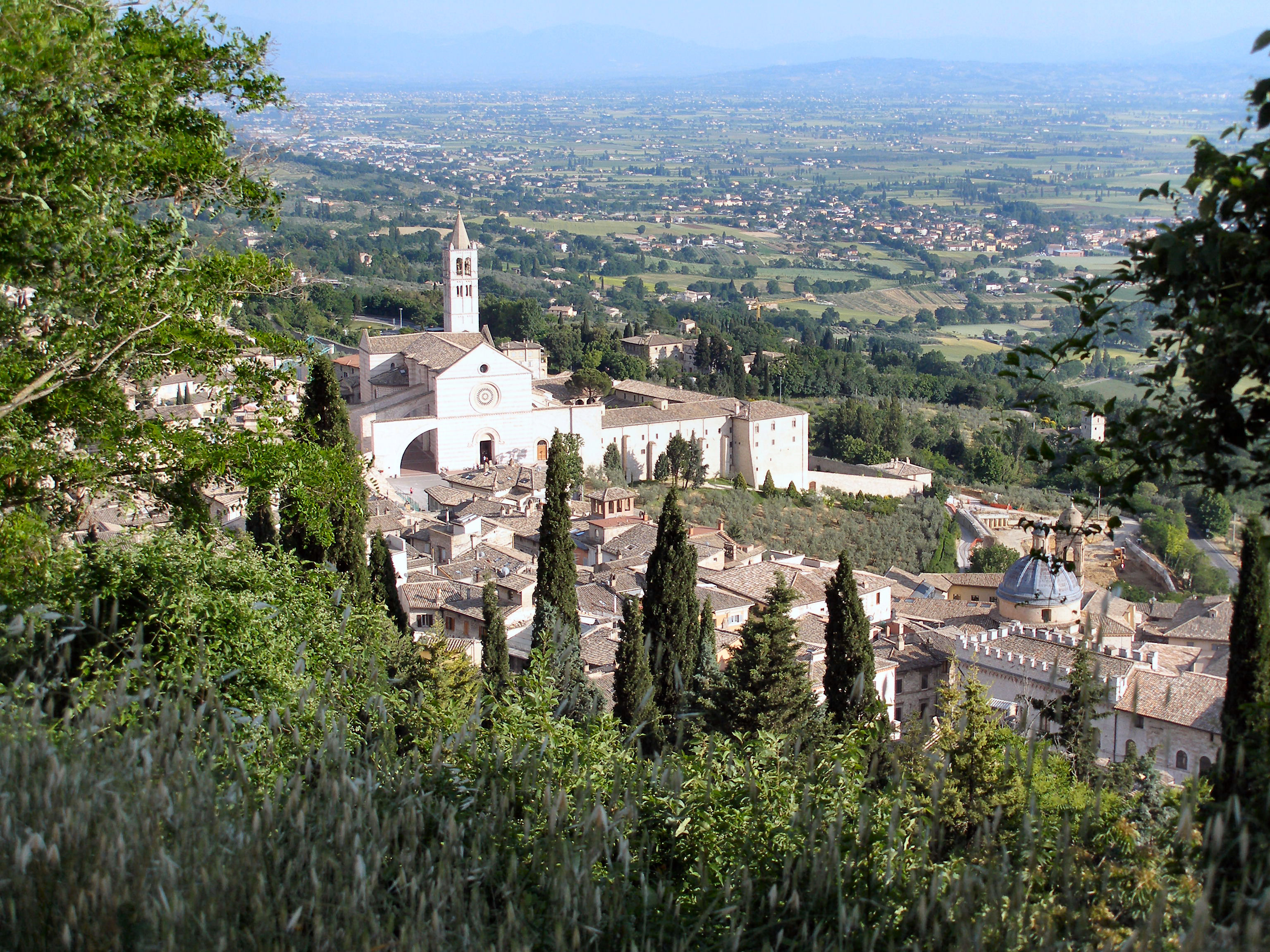
Базиліка Святої Клари в Ассізі (Ассиж)

Враховуючи невеликі розміри Ассізі, Клара ймовірно знала історію навернення Франциска Ассізького і драматичну зміну, яка перетворила його з багатого і розпусного веселуна в смиренного юнака, який доглядав за прокаженими і одягався у жебрацький одяг. Крім того, обидва перші послідовники Франциска, Руфіно і священник Сильвестр, були її двоюрідними братами. Спостереження цієї зміни справили глибоке враження на дівчину. У період Великого посту 1212 року Франциск виголосив ряд проповідей в соборі Сан-Руфіно в Ассізі, на яких була присутня Клара. Глибоко зворушена його словами, вона остаточно ухвалила рішення піти за Христом за прикладом Франциска. За допомогою своєї тітки Клара організувала таємну зустріч із Франциском. Щоб уникнути будь-якого натяку на непристойність, Клара з'явилася на зустріч у супроводі близької родички. Франциска ж, який зазвичай уникав всілякого контакту з жінками, в тому числі зорового, супроводжував брат Філіп Високий. У ході зустрічі Клара розповіла Франциску про своє бажання присвятити життя Христу. Франциск порадив їй відкинути шлях світу з його метушнею і зберігати своє тіло як храм для Бога. Усвідомивши, що її бажання слідувати за Христом несумісне з проживанням під батьківським дахом і загрожує шлюбом, Клара вирішила втекти з дому.

### Втеча
У день Вербної неділі 18 березня 1212 року Клара разом зі своєю сім'єю пішла на ранкову месу в собор Сан-Руфіно, де колись вона (як і Франциск) була хрещена. Хвилювання перед майбутньою втечею, планованою на вечір цього ж дня, і передчуття розставання з рідним домом настільки ослабили її, що вона не змогла піднятися з церковної лавки, коли підійшов час роздачі пальмових гілок. Тоді Гвідо, єпископ Ассізі, до якого Франциск Ассізький звернувся за порадою щодо Клари — оскільки вона готувалася стати першою жінкою серед послідовників Франциска, що створювало для до того часу виключно чоловічого братства деякі труднощі — зійшов до неї сам і вручив їй освячену пальмову гілку прямо в руки. Він же порадив Франциску після втечі тимчасово помістити Клару в монастир сестер-бенедиктинок, як пізніше і було зроблено. При настанні ночі, коли всі в будинку заснули, Клара вийшла через porta di mortuccio (спеціальні двері для виносу з дому померлих), які були у всіх старовинних будинках Умбрії. Таким чином вона символічно показала, що вмерла для свого колишнього життя в цьому будинку. Зовні Клару чекала її кузина, яка слугувала їй помічницею під час втечі. Разом вони вибралися за міську стіну, щоб пробратися до Франциска в каплицю Порціункула за міською межею Ассізі. Точних відомостей про те, яким чином це сталося, немає — хоча слід розуміти, що цей крок був тяжкий, оскільки середньовічні міста Італії були оточені фортечною стіною, ворота якої замикалися із заходом сонця, а ключі передавалися на зберігання меру.

### Постриг

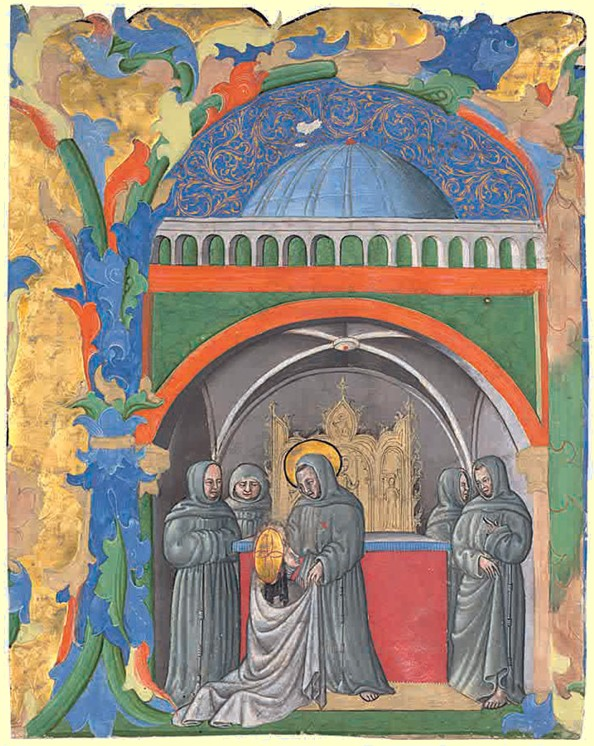
Мініатюра, що зображує прийняття святої Клари в братство святого Франциска (XV століття).

Коли Клара прибула в Порціункулу, її зустріли брати зі смолоскипами, які провели її всередину каплиці. Там вона змінила свою сукню на грубий францисканський одяг. Потім при вівтарі Франциск Ассізький обрізав її довге волосся і виголив їй тонзуру. Йому ж Клара принесла свої обітниці. Згідно з церковним правом, виконувати подібні дії міг тільки єпископ, Франциск Ассізький же не був навіть священником. Тому єпископ Гвідо заздалегідь наділив такими повноваженнями. Після закінчення церемонії Клара в супроводі брата Філіпа вирушила в бенедиктинський жіночий монастир Сан-Паоло, який знаходився на відстані двох миль. Там вона представилася біднячкою, яка не має ніякого посагу в дарунок монастирю, і була прийнята сестрами.

### Реакція сім'ї
Виявивши на наступний ранок зникнення Клари і дізнавшись про подію, рідні Клари прийшли в лють і печаль. З твердими намірами повернути її додому дядько Клари Мональдо, супроводжуваний кількома озброєними людьми з дому Фавароне, вирушив у монастир Сан-Паоло, готовий застосувати силу. Їхня поява справила в монастирі переполох. Спочатку вони спробували умовити Клару повернутися, застосовуючи як погрози, так і втішні обіцянки, переконуючи її відмовитися від справи, неналежної її стану і яка не мала прецедентів в її сім'ї. Але, вхопившись за покривало вівтаря, Клара оголила свою поголену голову, наполягаючи, що ніщо не зможе відірвати її від служіння Христу. Піддавшись жагучому протесту Клари, озброєні чоловіки покинули стіни монастиря, вирішивши не застосовувати грубу силу. Тим не менш, ігуменя монастиря була стурбована тим, що батько Клари може прийти сам, щоб насильно забрати дочку. Відчуваючи, що Клара являє собою загрозу монастирю та безпеці інших черниць, настоятелька послала звістку Францискові, який забрав Клару в інший бенедиктинський монастир, Сан-Анжело в Пансо, або (як припускають сучасні дослідники) в якесь село бегінок. Але обом було ясно, що Клара потребує стабільного притулку, де вона могла б вільно прямувати обраним їй францисканським шляхом.
Агнеса Ассізька — сестра Клари, також свята.

### Подальше чернече життя
Потім на короткий час її перевели в будинок жінок-каянниць Сан-Анджело Панза у Монте Субазіо. Незабаром Клара і її сестра Агнеса переїхали до церкви Сан Даміано у Ассізі, яку Франциск власноруч відновив. Інші жінки приєдналися до них, і Сан-Даміано став відомий строгим способом життя. Ця громада певний час була відома як «Бідні жінки».
Сан-Даміано став координаційним центром для нового релігійного ордену, який був відомий як «Орден Сан Даміано». Сан-Даміано довгий час вважався першим орденом такого порядку, проте, останні дослідження наводять на думку, що Сан-Даміано фактично приєднався до існуючої мережі релігійних жіночих орденів, організованої Уголіно ді Конті ді Сеньї (який пізніше став папою Григорієм IX). Сан-Даміано став важливим будинком у цій релігійній спілці, в той час як Клара була їх непроголошеною лідеркою. 1263, року, через 10 років після смерті Клари, орден став відомий як орден Святої Клари.

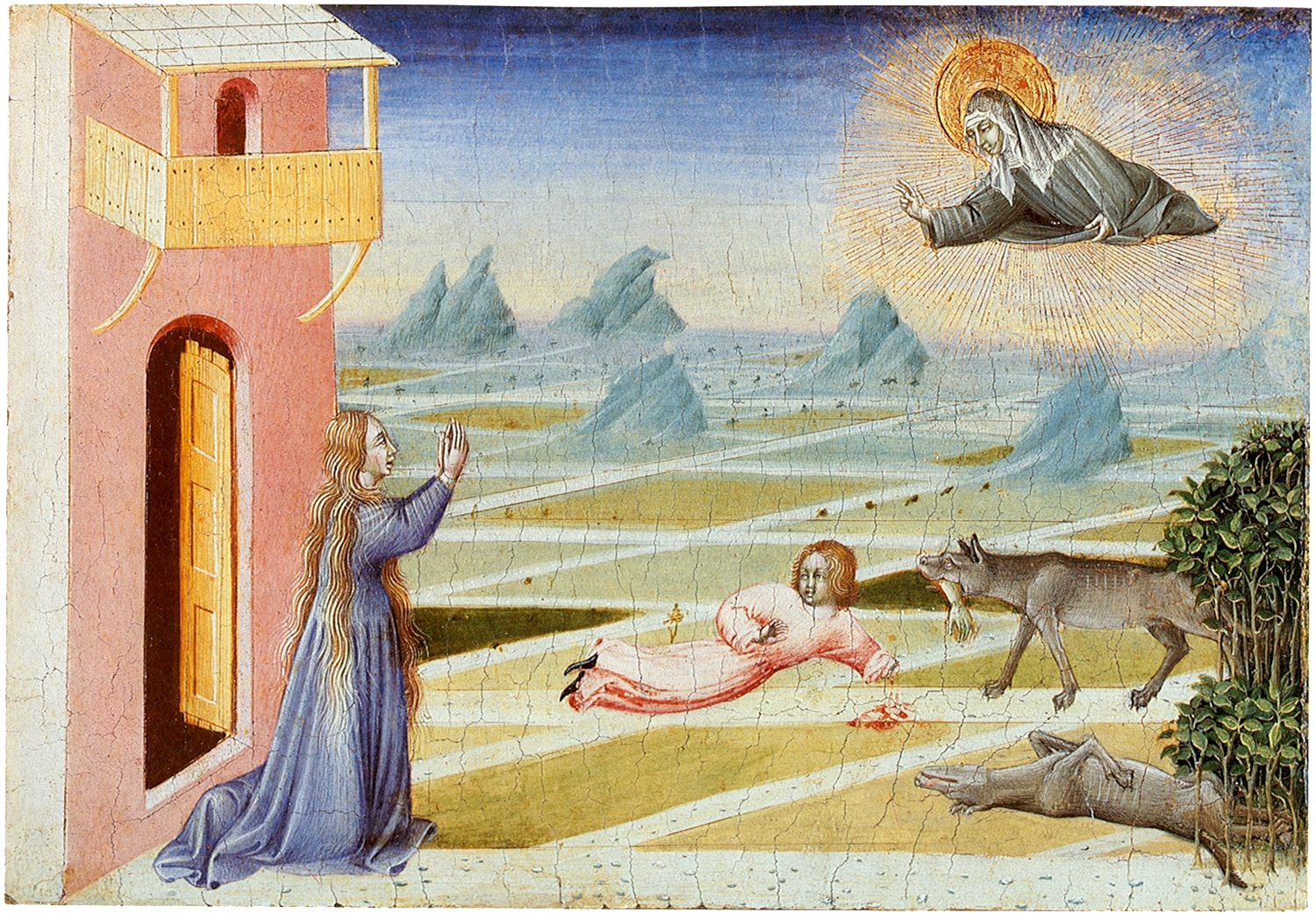
Свята Клара чудом рятує дитину від вовка, Джованні ді Паоло, 1455

На відміну від францисканських монахів, які подорожували країнами, щоби проповідувати, кларисинки жили осідло, оскільки в той час для жінок мандрівне життя було неприпустимим. Їхнє життя складалося з ручної праці і молитви.
Певний період часу орден був керований Франциском особисто. Потім, у 1216 році, Клара прийняла посаду абатиси Сан-Даміано. Як абатиса вона отримала більше повноважень для утримання порядку, ніж коли була пріораткою. Клара захищала орден від спроб прелатів нав'язати їм статут, який нагадував більше Статут Бенедикта, ніж строгі обітниці Франциска. Клара настільки прагнула наслідувати чесноти і спосіб життя Франциска, що була названа alter Franciscus, другим Франциском. Вона також зіграла значну роль у допомозі Францискові, якого вважала духовним батьком, і доглядала за ним під час його тяжкої хвороби, аж до його смерті у 1226 році.
По смерті Франциска Клара продовжувала сприяти зростанню її ордену, писати листи абатисам з інших частин Європи і зривати всі спроби кожного наступного папи надати статут, який відрізнявся від суворої убогості, яку вона початково прийняла. Вона робила це, незважаючи на слабке здоров'я, яке привело до її смерті. Францисканське богослов'я радісної убогості у наслідуванні Христа проявляється в уставі Клари, який вона написала для своєї громади, і в її чотирьох листах до Агнеси Богемської.

### Смерть і заступництво над телебаченням
17 лютого 1958 року папа Пій XII оголосив її покровителькою телебачення на тій підставі що, коли незадовго до своєї смерті в 1253 році вона була прикута до ліжка і не могла брати участь у месах, її відвідували видіння: вона ясно бачила месу на стіні своєї кімнати.
Клару Ассізьку також номінували на звання святої-покровительки Інтернету, проте був обраний Ісидор Севільський.

## Іконографія

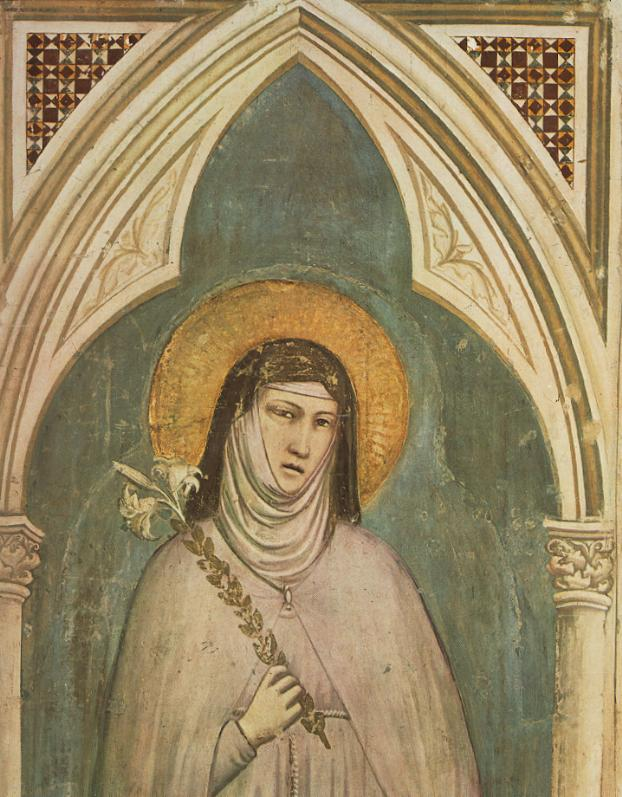
Клара з лілією в руці на фресці Джотто (XIV століття).

В іконографії Клара Ассізька традиційно зображується у вигляді черниці, одягненої у темне чернече вбрання, яка тримає в руках дароносицю або чашу. Рідше зустрічаються зображення з розп'яттям, книгою і лілією — символом невинності і простоти. Також Клара зображується в колі інших францисканських святих.